# Verbena pinetorum
Verbena pinetorum — вид рослин родини Вербенові (Verbenaceae), поширений на півдні США й півночі Мексики.

## Опис
Багаторічник, зі стрижневим коренем. Стебла 1–5 від основи, від прямостійних до прямостійно-вихідних, 25–60 см, від рідко до помірно волосатих і до жорстко волосатих. Листки від яйцюватих до ланцетних у контурі, всі перистоподібні або 3-лопатеві, поля лопатей великозубчасті, прикореневі й нижні стеблові листки опадають із цвітінням, листки середини стебла 2–4 см × 8–17 мм; жорстко волосисті. Колоси 1 або 3(5) від медіальної до дистальної гілок, подовжені й тонкі, (3)6–21 см; квіткові приквітки від вузько-трикутних до вузько-яйцеподібно-трикутних, від трохи довших до трохи коротших, ніж чашечки. Чашечки 3.5–4 мм, волосаті, чашолистки трикутні. Віночки лавандові, пурпурові, синьо-фіолетові або рожево-пурпурні, трубки 4.5–5.5 мм, на 1–1.5(2) мм довші за чашечки. Горішки 1.8–2 мм.

## Поширення
Поширений на півдні США й півночі Мексики.
Населяє дуб-сосна-клен, сосна-дуб, дуб-ялівець, сосна-дуб-ялівець, дубові й дубово-манзанітові лісисті місцевості, кам'янисті та щебенисті схили, узбіччя, канави, порушені ділянки; 1300–2200(2700) м н.р.м. у США (Аризона) й Мексиці (Коауїла, Сонора).